# マーケットオーダー
成行注文（なりゆきちゅうもん、英: market order）やマーケットオーダーとは、売買価格を指定せず、銘柄数量のみを指定し、相場の実勢価格で売買注文を出すこと注文方法のこと。
買い注文に対して売り注文、売り注文に対して買い注文が市場にあれば通常は直ちに約定するが、売買量が少ないと注文によって実勢価格が変動し意図しない価格で約定するリスクを持っている。指定した価格で注文を出すことを指値注文という。

## 参照
1. ↑  マーケットオーダーとは｜金融経済用語集 - iFinance